# Alexandre Vidal Porto
Alexandre José Vidal Porto (São Paulo, 19 de marzo de 1965) es un escritor y diplomático brasileño.

## Biografía
Nació en São Paulo y se licenció en derecho por la Universidad de Fortaleza en 1986. En 1988 ingresó en el Instituto Rio Branco y en 1991 se convirtió en diplomático de carrera. También obtuvo una maestría en derecho por la Universidad Harvard en 2000. Además de São Paulo, ha vivido en Fortaleza, Brasilia, Nueva York, Santiago, Ciudad de México, Washington, Tokio y Frankfurt.
En 2005, fue admitido como diplomático en la Orden de Río Branco por el presidente Luiz Inácio Lula da Silva, con el rango de oficial ordinario. Actualmente ostenta el rango de Gran Oficial.
Está casado desde 2002 con un hombre estadounidense y fue uno de los pocos embajadores abiertamente homosexuales en el Ministerio de Asuntos Exteriores.
HAcia 2012 publicaba el blog Elemento Estrangeiro, perteneciente al sitio web de la revista Bravo! , y de 2012 a 2016 fue columnista de la sección Mundo del periódico Folha de S. Paulo.
Su primera novela, Matias da Cidade, fue publicada en 2005 de la mano de la Editorial Record, recibiendo una nueva edición en 2023, por la Companhia das Letras. En 2014 publicó Sérgio Y. Vai à América, ganadora del Premio de Literatura de Paraná y traducida al inglés y al italiano. Su tercera novela, Cloro (2018), fue finalista del Premio Jabuti. En 2023 publicó Sodomita, ganadora del Premio Literario Mix en la edición 31 del Festival Mix Brasil de Cultura de la Diversidad.

### Activismo LGBT
Vidal Porto es un activista por los derechos LGBT que aborda la diversidad sexual y de género en sus obras, además de afirmar que debe su carrera literaria a su propia homosexualidad. Fuera de la literatura, desarrolló un proyecto sobre la memoria de colegas que sufrieron persecución por su género y orientación sexual en el Ministerio de Relaciones Exteriores de Brasil.
Ha además defendido la importancia de tener literatura que hable de la cultura gay. En una entrevista con Correio Braziliense en 2018, afirmó: «La gente piensa que es malo ser etiquetado como autor LGBT o piensa que es malo tener un libro llamado literatura LGBT. Yo no. Al contrario, estoy orgulloso de ser un escritor LGBT siempre y cuando escriba sobre temáticas LGBT. Hay cierta incomodidad por parte de muchos autores, no todos, y, en la gran literatura, es un tema un tanto proscrito. Pero creo que la literatura LGBT también está saliendo del armario».

## Obras
- Matias na Cidade (2005)[10][20]
- Sergio Y. vai à América (2012)[11][21][22][23]
- Cloro (2018)[14][19]
- Sodomita (2023)[16][18][24]

## Recocimientos
- Premio Paraná de Literatura (2012)[12]
- Finalista del Premio Jabuti de Literatura (2018)[15]
- Premio Literario Mix del Festival Mix Brasil de Cultura y Diversidad (2023)[17]
- Premio a la Mejor Novela de la Biblioteca Nacional (2024)[25]